# Modlitwa w ciągu dnia

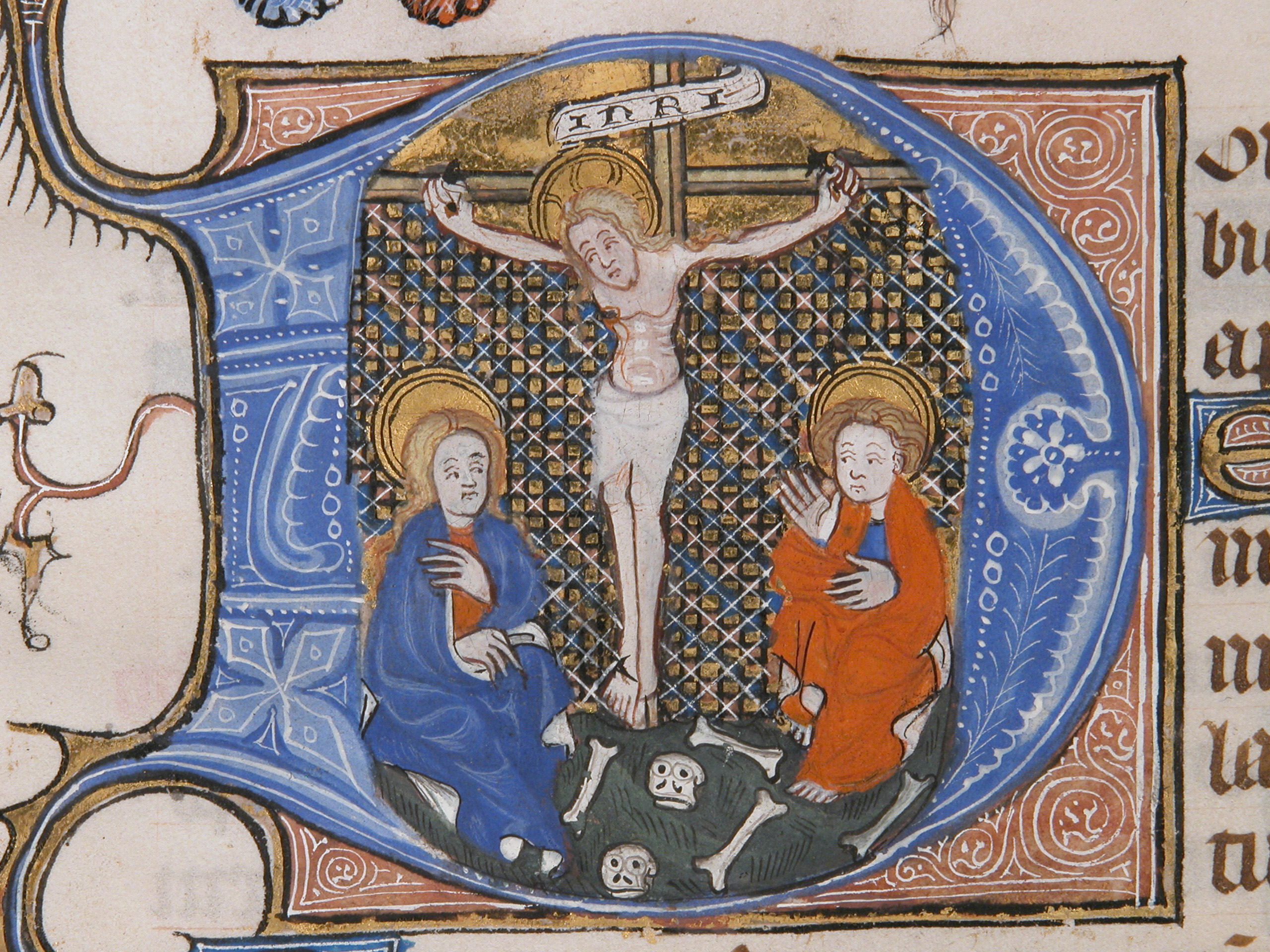
Rycina z manuskryptu francuskiego brewiarza. Przedstawia Ukrzyżowanie Chrystusa. Inicjum litery D.

Modlitwa w ciągu dnia − forma modlitwy liturgicznej odmawianej w chrześcijaństwie w ciągu dnia, czyli podczas pracy. W układzie posoborowej rzymskiej Liturgii Godzin jest to jedna z godzin kanonicznych, której w układzie przedsoborowym odpowiadają cztery godziny mniejsze.

## Charakterystyka
Odwołując się do starodawnych tradycji Kościoła czasów apostolskich, zarówno na Wschodzie jak i na Zachodzie, Sobór watykański II zachował w oficjum chóralnym trzy godziny mniejsze modlitwy w ciągu dnia. W szerokim stopniu uszczuplono obowiązek odmówienia wszystkich trzech: poza chórem, zgodnie z prawem partykularnym istnieje obowiązek odmówienia jednej z trzech godzin z modlitwy w ciągu dnia.
Każda z godzin modlitwy w ciągu dnia (przedpołudniowa czyli tercja, południowa czyli seksta, popołudniowa czyli nona) składa się z hymnu, trzech psalmów lub trzech części któregoś z psalmów z Księgi Psalmów, krótkiego czytania biblijnego, wersetu oraz oracji kończącej.